# Michael Musillami
Michael Allan Musillami (* 28. Juli 1953 in Sacramento, Kalifornien) ist ein US-amerikanischer Jazz-Gitarrist, Musikproduzent, Bandleader und Komponist.

## Leben
Michael Musillami wuchs in Kalifornien auf; frühe musikalische Vorbilder waren Chet Baker, John Coltrane, Miles Davis und Bill Evans. Er studierte dann bei dem Gitarristen Joe Diorio und zog Anfang der 1980er Jahre an die Ostküste der USA, wo er bei den Orgel-Trios von Richard „Groove“ Holmes und Bobby Buster arbeitete. Außerdem wirkte er als Sideman an Sessions von Junior Cook, Dewey Redman und Curtis Fuller. In dieser Zeit lernte er den Kreis von Musikern des Hillside Club in Waterbury, Connecticut kennen, zu denen u. a. Thomas Chapin und Mario Pavone gehörten.
1999 gründete Musillami das Indie-Plattenlabel Playscape Recordings, auf dem seitdem Musik des Modern Creative Jazz erschien. Gleichzeitig arbeitete Musillami als Leiter oder Co-Leiter mit einer Vielzahl von Ensembles und nahm bislang 14 Alben unter eigenem Namen auf. Zu seinen Ensembles gehört das „Motion Poetry“ Quartett, sowie das „Pivot“ Quintett mit dem Bassisten Mario Pavone, außerdem ein Oktett, mit dem er Arrangements von Thomas Chapins Musik aufnahm, ein Quartett namens Dialect mit dem Pianisten Peter Madsen, dem Bassisten Drew Gress und dem Schlagzeuger Matt Wilson und ein Trio mit dem Bassisten Joe Fonda und dem Schlagzeuger George Schuller.
2007 erschien das Doppelalbum The Treatment mit einer Live-DVD-Dokumentation seiner Arbeit mit dem Violinisten Mark Feldman. Das Doppel-Album Pride (2014) bringt auf CD1 Eigenkompositionen von Musillami, umgesetzt vom Stammtrio, verstärkt durch den Pianisten Kris Davis. Die zweite CD bringt eine Live-Aufnahme aus dem New Haven’s Firehouse 12 aus dem Jahr 2007, das Trio verstärkt durch Mark Feldman.
Neben seinen Aktivitäten als Musiker ist Musillami Direktor für den Bereich Jazz Studies an der Hotchkiss School in Lakeville, Connecticut.

## Diskographische Hinweise
- Archives (Playscape, 1990) mit Thomas Chapin
- Mar#s Bars (Playscape, 1992) mit Randy Brecker, Chapin, Ray Drummond
- Perception (Playscape, 2000) mit David Shapiro
- Those Times (Playscape, 2003) mit Ted Rosenthal
- Michael Musillami/Rich Syracuse: Bird Calls (Playscape, 2017)
- Michael Musillami/Rich Syracuse: Dig (Playscape, 2019)

M. Musillami Trio
- Beijing (2002)
- Dachau (Playscape, 2005) mit Dave Ballou, Joe Fonda, Peter Madsen
- From Seeds (2009)
- Old Tea (2010)
- Mettle (2012)
- Pride (2014)
- Zephyr (2015)[2]

## Belege
1. ↑  Rezension von Matt R. Lohr, JazzTimes vom 2. Januar 2015, abgerufen am 24. Januar 2015
2. ↑  Kurzrezension Zephyr, Allmusic, abgerufen am 31. Januar 2017

| Personendaten    | Personendaten                                                              |
| ---------------- | -------------------------------------------------------------------------- |
| NAME             | Musillami, Michael                                                         |
| ALTERNATIVNAMEN  | Musillami, Michael Allan (vollständiger Name)                              |
| KURZBESCHREIBUNG | US-amerikanischer Jazz-Gitarrist, Musikproduzent, Bandleader und Komponist |
| GEBURTSDATUM     | 28. Juli 1953                                                              |
| GEBURTSORT       | Sacramento, Kalifornien                                                    |